# Alstad
Alstad – miejscowość (tätort) w południowej Szwecji, w regionie administracyjnym (län) Skania (gmina Trelleborg).
Miejscowość jest położona ok. 20 km na południowy wschód od Malmö przy drodze lokalnej nr 101 (Länsväg 101) w kierunku Ystad, w prowincji historycznej (landskap) Skania na równinie Söderslätt.
W 2010 Alstad liczyło 237 mieszkańców.